# Bewegte Steine

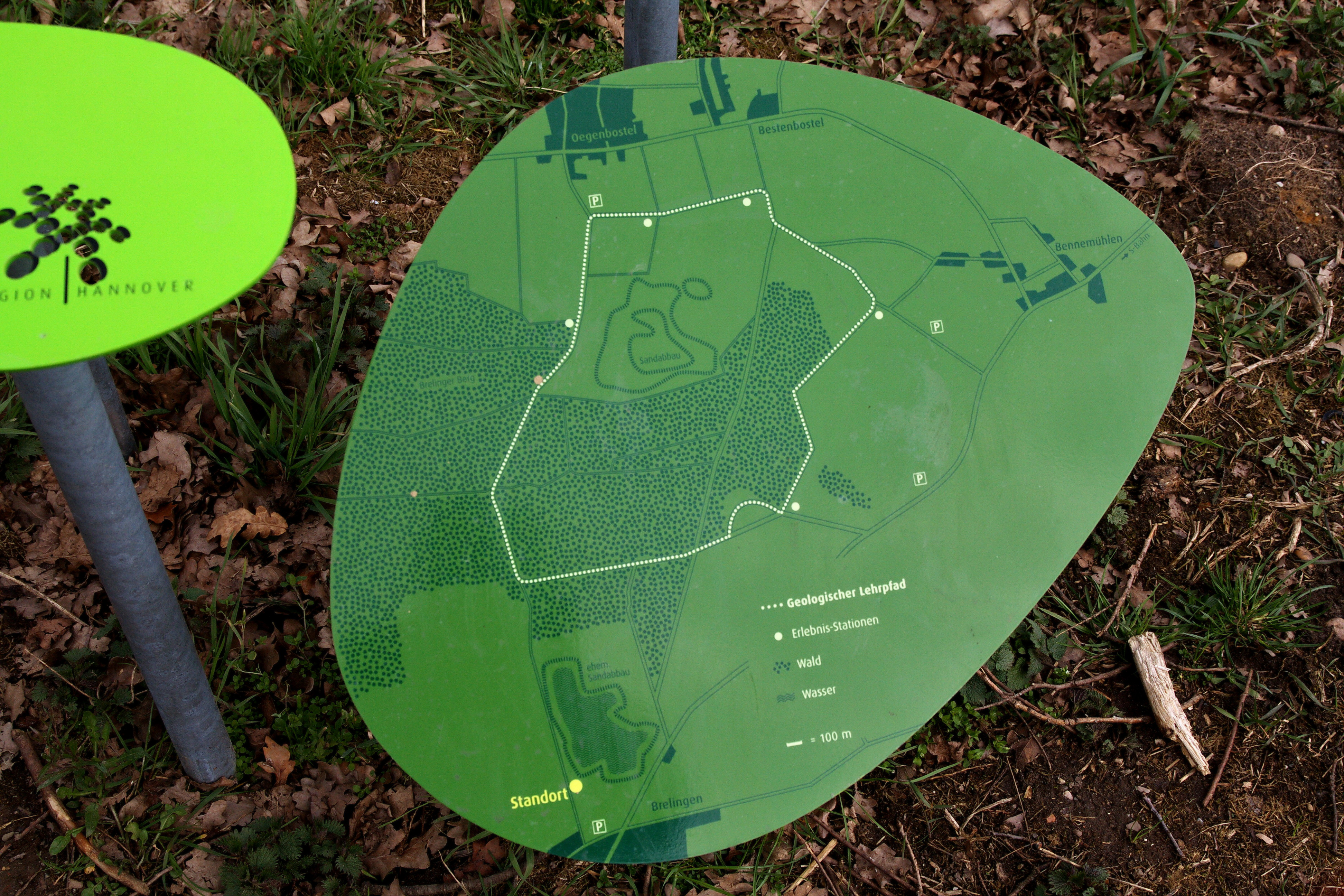
Hinweisschild der Region Hannover auf den Pfad

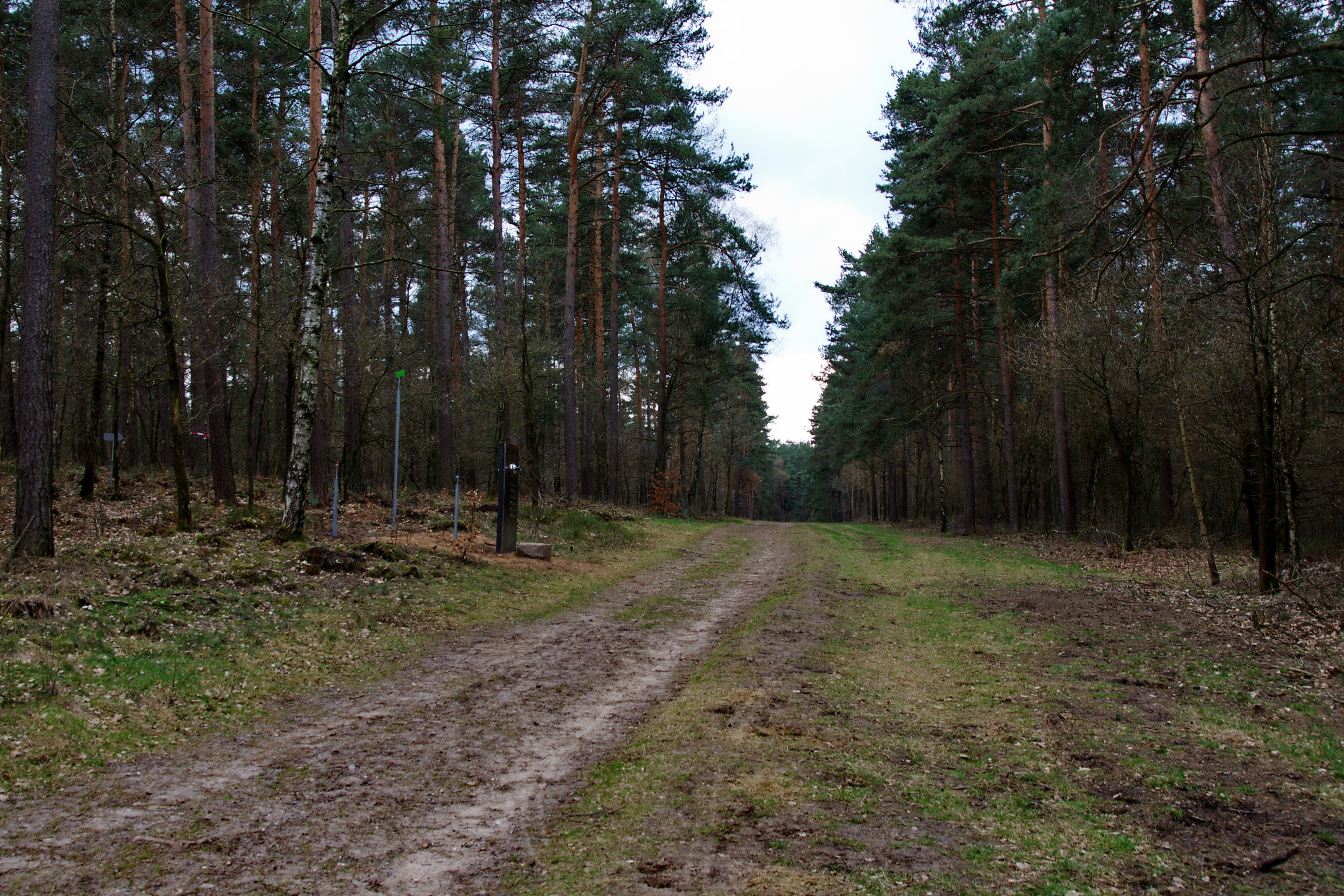
Erlebnispfad im Brelinger Berg

Der Geo-Erlebnispfad Bewegte Steine ist ein etwa 5,5 km langer Rundwander- und Skulpturenweg im östlichen Rand des Brelinger Berges in der Wedemark, Niedersachsen (Deutschland).

## Das Projekt
Die erste von elf Stationen des Projektes „Bewegte Steine – ein eiszeitlicher Erlebnispfad“ wurde im Jahr 2008 erstellt und der Öffentlichkeit vorgestellt. Es war der Beitrag der Gemeinde Wedemark zum Aktionsjahr „Gartenregion 2009“. Am Rundwanderweg vermitteln elf Skulpturen der Künstler Wolfgang Buntrock und Frank Nordiek (Atelier LandArt, Hannover), Matthias Lehmann (Dresden) und Carsten Schmidt (Hannover) die Entstehung des Brelinger Berges als eiszeitliche Endmoräne. An den Skulpturen kann zum Teil aktiv und spielerisch von Besuchern das Geschehen der Eiszeit in dieser Region nachempfunden werden. Der Rundweg kann vom Friedhof Oegenbostel, vom Friedhof Bennemühlen oder von der Markstraße in Brelingen aus betreten werden.

## Skulpturen
Beginnt man die Begehung des Pfades im nördlich liegenden Oegenbostel und folgt ihm im Uhrzeigersinn, so entdeckt man nacheinander folgende Skulpturen:
- Eiswürfel
- Sortiermaschine
- Bewegter Stein
- Was übrig bleibt am westlichen Ortsrand von Bennemühlen
- Fehrnrohrsteine
- Windkanter
- Pollen
- Klangsteine nördlich eines Kiesteichs bei Brelingen.
- Vegetationsbeobachtung
- Findlingsstapel
- Aussichtsplattform

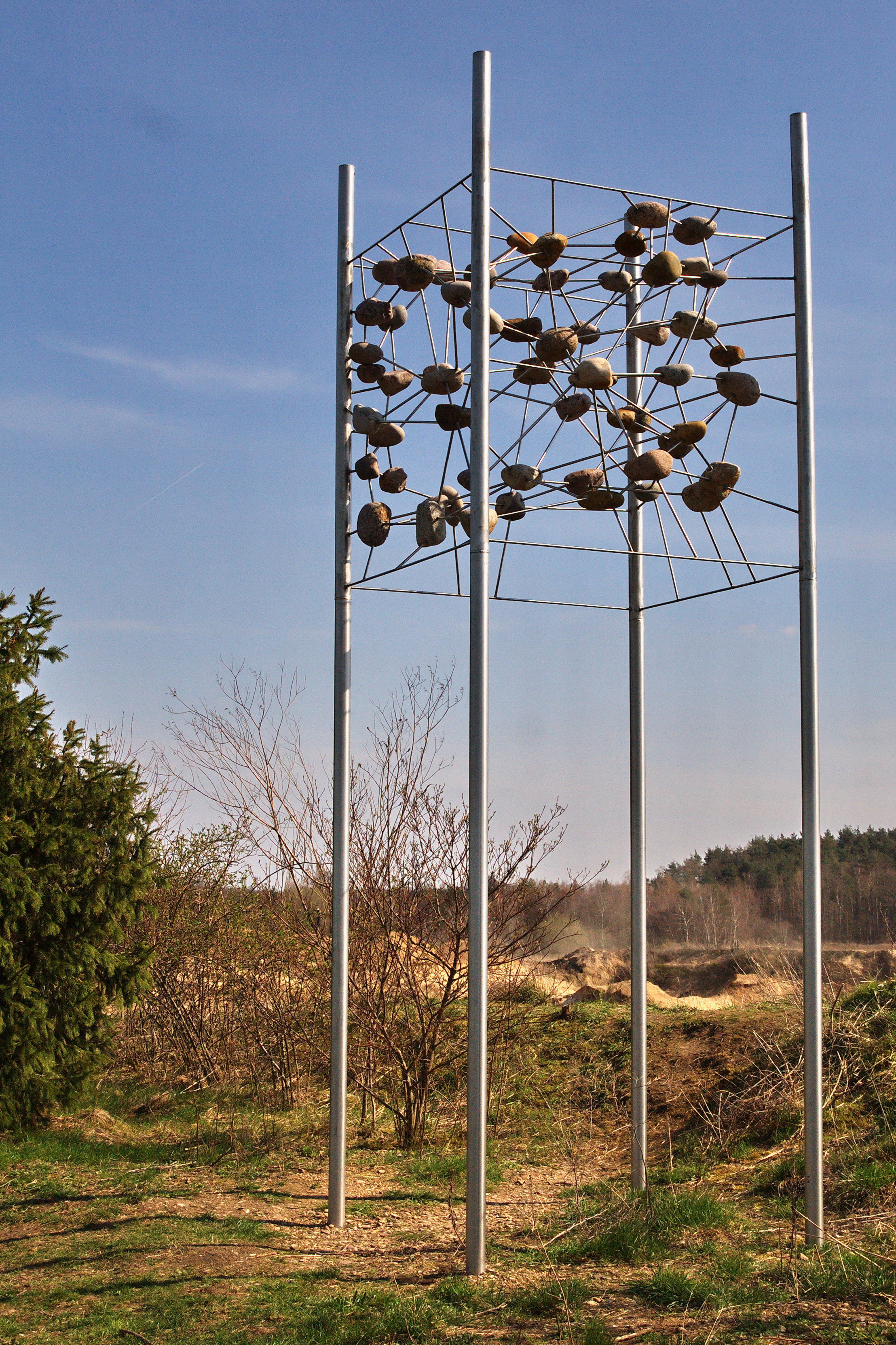
Eiswürfel
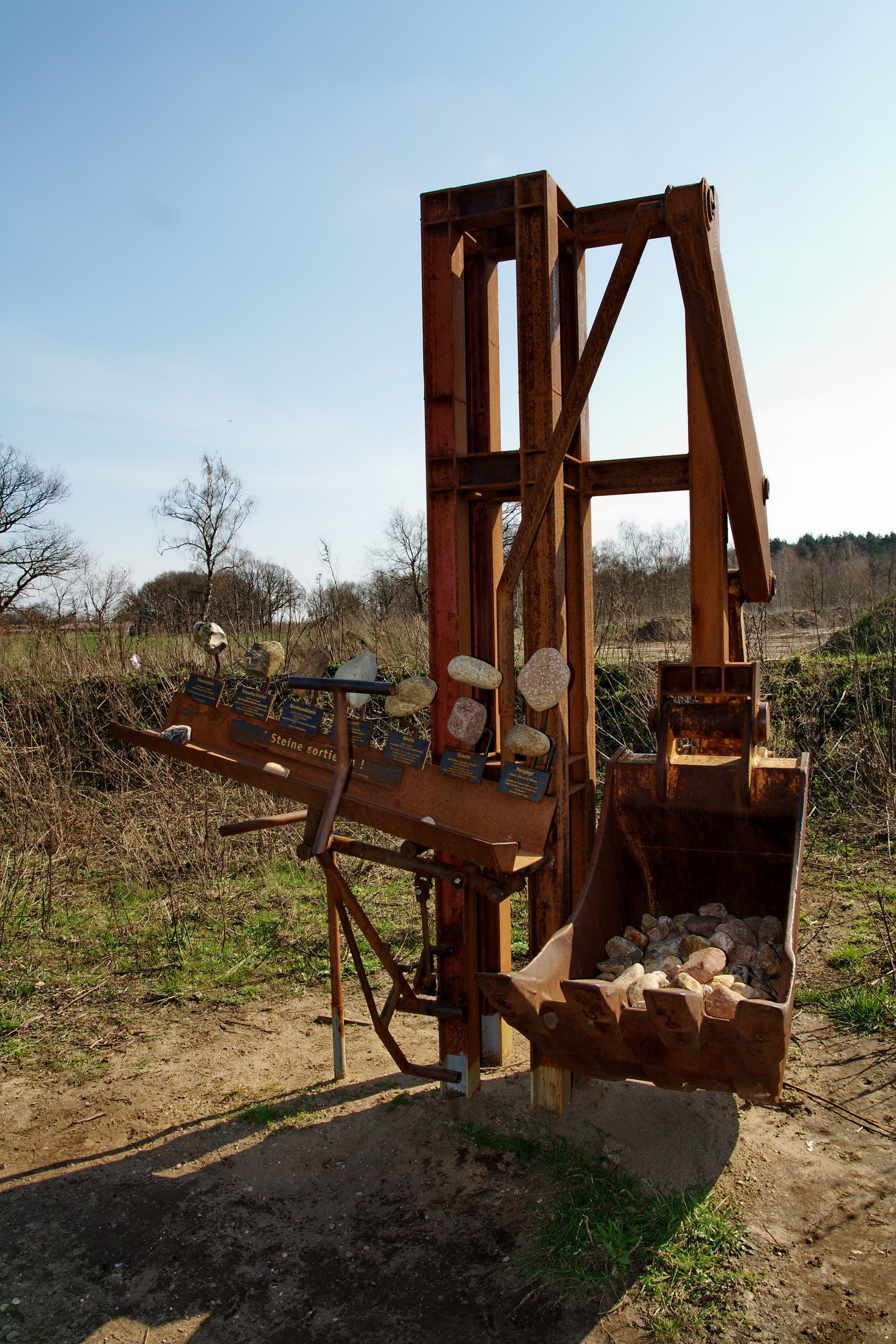
Sortiermaschine
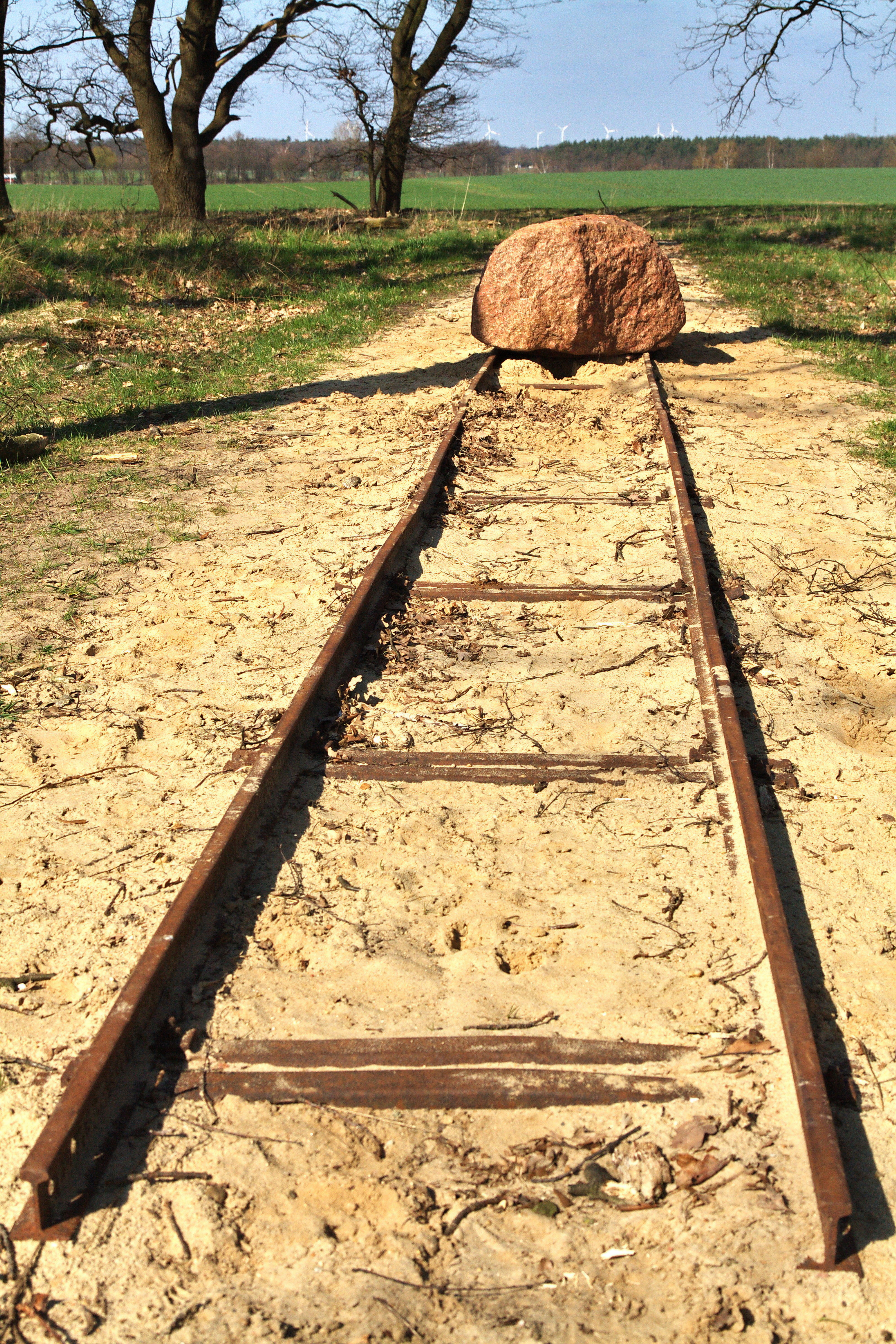
Bewegter Stein
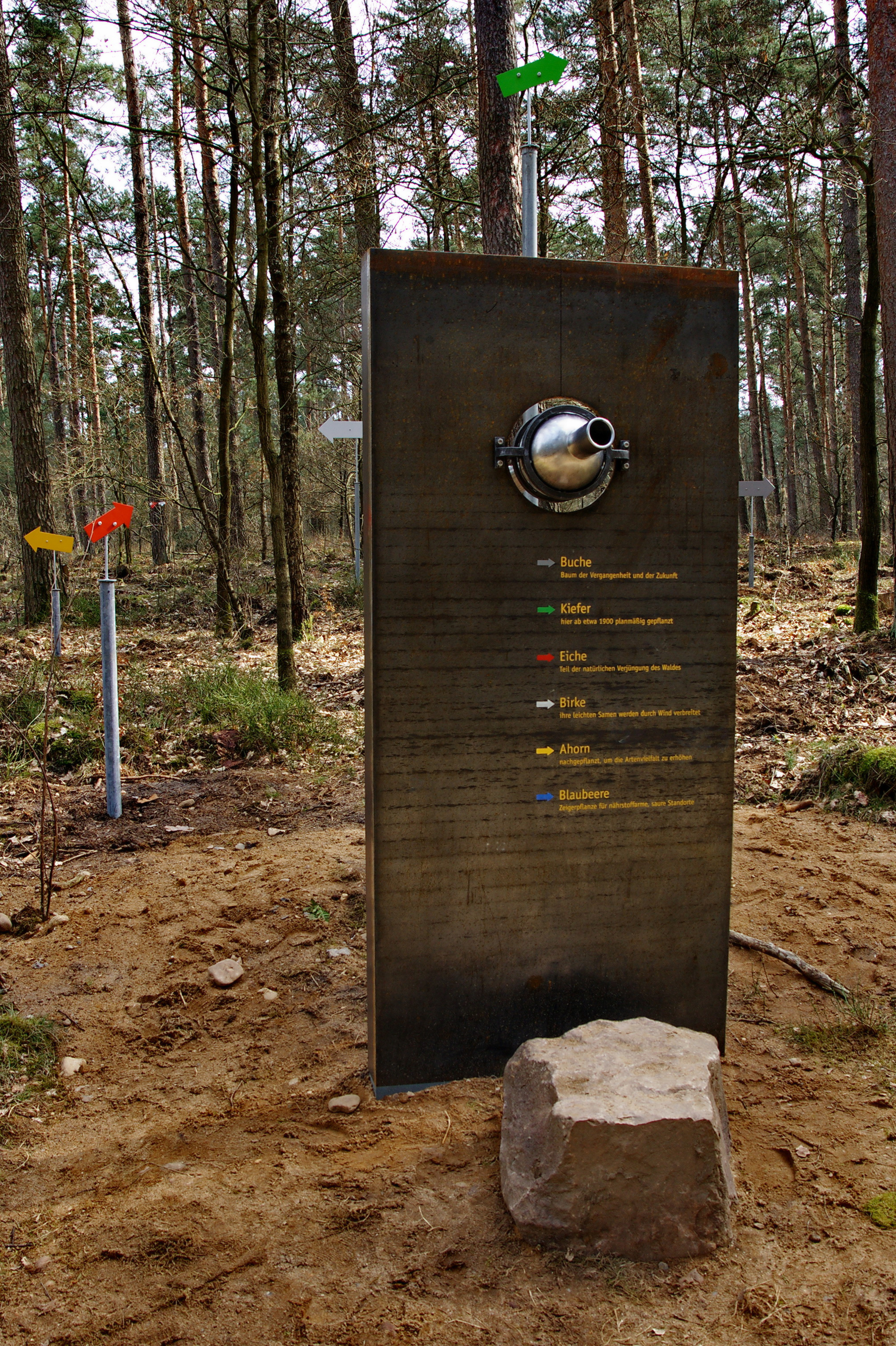
Vegetations-beobachtung